# 敦道亲王
敦道親王（981年（天元四年）—1007年11月14日（宽弘四年十月初二））是日本平安时代中期冷泉天皇的第四皇子，母赠皇太后藤原超子，同母兄三条天皇、为尊亲王，异母兄花山天皇。同时为和歌歌人。

## 人物生平
敦道亲王与二兄自幼失母，由外祖父藤原兼家抚养长大，很受宠爱。正历4年（993年）2月22日（993年3月17日）与大舅藤原道隆的三个女儿（藤原原子、三女、四女）同时在道隆的府邸东三条院南殿举行成年礼。后任大宰帅，故称帅宫。

初叙四品。敦道亲王貌美，仪表堂堂，但却德行有失。最初，以藤原道隆第三女为王妃。亲王妃性情豪放，文采出众。敦道亲王请客，王妃经常掀起帘子看他们。敦道亲王与文人聚会，王妃或隔着屏风向他们投掷金子，或直接品评他们的文章。敦道亲王自觉惭愧，在舅舅兼岳父藤原道隆死后，与王妃离婚。

敦道后续娶兄长三条天皇的皇后藤原娍子（时为东宫女御）的妹妹为妃。长保4年（1002年）敦道之兄为尊亲王去世，到了翌长保5年（1003年），敦道亲王便与为尊亲王生前的恋人和泉式部坠入爱河。敦道亲王顾忌于身份和流言，只得与和泉式部暗中交往，最后还是将和泉式部以侍女（召人）的身份带回府中，甚至有意让她位居王妃之上。王妃一怒之下写信给姐姐娍子，娍子派来牛车将妹妹接走，敦道亲王再次离婚。

宽弘三年（1006年），敦道亲王与和泉式部之间生下一子岩藏宫，后来出家，法号永觉。宽弘四年4月25日（1007年），一条天皇在宫中举办诗歌宴，敦道亲王因筹备有功，授三品。到了十月，敦道亲王薨，享年二十七岁。

自《新古今和歌集》开始，敦道亲王共有四首作品入选敕撰和歌集。

## 家族
- 父：冷泉天皇
- 母：藤原超子—藤原兼家长女，女御，赠皇太后
- 王妃：藤原道隆三女
- 继妃：藤原济时次女
- 情人：和泉式部
  - 永觉（岩藏宫）（1006—？）

## 脚注
1. ↑  见《大镜》
2. ↑  《日本纪略》后篇九·一条院 上 正历四年廿二日庚辰,冷泉院第四-敦道亲王,于东三条南院元服.加冠,左大臣.重信.理发,参议藤原公任.又摄政.道隆.第三姬君,于同院西对着裳.
3. ↑  见《日本纪略》，叙爵时间不明
4. ↑  《大日本史·敦道亲王传》：敦道美姿薄行。
5. ↑  《大日本史·敦道亲王传》：初求關白道隆女為妃
6. ↑  《大日本史·敦道亲王传》：妃性放縱，有文才。敦道延客，則褰簾觀之。每會文人，妃或隔屏擲金，或品評其篇章。敦道愧而出之。
7. 1 2  见《和泉式部日记》
8. ↑  《大日本史·敦道亲王传》：再娶大納言藤原濟時女，及與和泉式部姦，亦出之。
9. ↑  《大日本史·敦道亲王传》：任太宰帥。【日本紀略、一代要記。】寬弘四年，禁中曲宴賦詩，敦道與具平親王預焉，尋授三品。【日本紀略、大鏡裏書。】十月，薨，年二十七。【日本紀略。○按一代要記作十二月薨。】